# Eragon (personnage)
Pour les articles homonymes, voir Eragon (homonymie).
 (octobre 2024).
Si vous disposez d'ouvrages ou d'articles de référence ou si vous connaissez des sites web de qualité traitant du thème abordé ici, merci de compléter l'article en donnant les références utiles à sa vérifiabilité et en les liant à la section « Notes et références ».
Eragon est le héros des cycles L'Héritage et Légendes d'Alagaësia écrits par Christopher Paolini.
Dans les livres, il est fait mention d'un autre Eragon : le premier dragonnier de l'Alagaësia. Le héros tire son nom du premier Dragonnier, mais l'ignore jusqu'à ce que Brom la lui apprenne.

## DansEragon, tome 1
Eragon, un jeune homme de 15 ans, vit dans une ferme proche de Carvahall, dans le royaume fictif d'Alagaësia. Sa mère, Selena, l'a confié à son frère Garrow. Il mène une vie simple avec son oncle Garrow et son cousin Roran, se consacrant à la chasse et à l'agriculture.
Un jour, en chassant en Crête, Eragon découvre ce qu'il croit être une pierre précieuse. Il tente de la vendre à Sloan, le boucher du village, ce dernier refuse. Peu après, il découvre que cette « pierre » est en réalité un œuf de dragon. L'oeuf éclot. Naît une dragonne qu'il nomme Saphira. Décidé à garder ce secret, Eragon demande conseil à Brom, le conteur du village, qui lui en apprend beaucoup sur les dragons. Des serviteurs de l'empereur tyrannique Galbatorix, les Ra'zacs, attaquent le village pour récupérer l'œuf. Ils échouent, détruisent la ferme et blessent mortellement Garrow. Eragon s'enfuit avec Saphira et Brom.
Brom initie Eragon à la magie et au combat, lui donnant une épée appelée Zar'roc. Ensemble, ils traversent l'Alagaësia jusqu'à ce qu'ils perdent la trace des Ra'zacs. À Teirm, ils rencontrent Angela, une voyante. Elle prédit à Eragon la trahison, un amour épique et la mort d'un être cher. Ils découvrent le repaire des Ra'zacs à Dras-Leona, Brom est gravement blessé. Murtagh, un jeune homme de 18 ans, les sauve.
En route vers Gil'ead, Eragon est capturé par des Urgals alliés de l'Empire et se retrouve emprisonné. Murtagh le libère, et ils s'enfuient avec une elfe nommée Arya. Eragon apprend qu'elle a été empoisonnée et doit être soignée par les Vardens ou par son propre peuple.
Dans les montagnes des Beors, ils rejoignent les Vardens et rencontrent leur chef Ajihad. Eragon se prépare pour la bataille contre une armée d'Urgals. Durant le combat, Eragon affronte Durza, un Ombre, qui le blesse gravement. Il parvient à vaincre grâce à l'aide de Saphira et d'Arya. Après la bataille, un mystérieux personnage appelé Togira Ikonoka exhorte Eragon à se rendre à Ellesméra, la capitale des elfes.

## DansL'Aîné, tome 2
Eragon est sorti victorieux de la bataille de Farthen Dur, il a tué l'Ombre Durza, et a été couvert de gloire par les Vardens, mais a été  blessé dans le dos.
Trois jours après la bataille, tous fêtent la victoire, beaucoup commencent leur deuil. Des Urgals surgissent des entrailles de la montagne, tuent Ajihad, le chef des Vardens. Ils enlèvent Murtagh, le compagnon de route d'Eragon et le fils de Morzan, et les Jumeaux, deux magiciens au service des Vardens, puissants mais fourbes. Nasuada, la fille d'Ajihad est déclarée chef des Vardens par le Conseil des Anciens. Eragon lui prête allégeance en tant que vassal, et entreprend un long voyage vers Ellesméra, la capitale des elfes. Il doit y achever sa formation de Dragonnier, en compagnie d'Arya la princesse des Elfes, et d'Orik le neveu de Hrothgar, roi des nains. Peu avant son départ, Hrothgar lui offre la possibilité d'être adopté par son clan et celui d'Orik, le Dûrgrimst Ingeitum. Il accepte et devient le frère adoptif d'Orik.
À Tarnag, capitale religieuse des nains, Eragon subit la haine de l'Az Sweldn rak Anhûin(les larmes d’Anhûin), un clan décimé durant la guerre entre les Dragonniers et les Parjures. En tant qu'hôtes, ils ne peuvent rien contre lui (du moins légalement) mais se déclarent ennemis mortels du Dragonnier. Gannel, chef du religieux Dûrgrimst Quan, instruit Eragon de la religion des nains. Elle devra maintenant être la sienne. Il lui montre une mosaïque représentant Eragon, le premier Dragonnier, son homonyme. Eragon note qu'Arya ne partage pas l'avis des nains sur leur religion.
Arrivé à Ellesméra, il rencontre la reine des elfes Islanzadí, mère d'Ary. Elle le nomme <<Ami des Elfes>> en lui offrant l'anneau de Brom, lui-même <<Ami des Elfes>>. Il commence sa formation avec le Dragonnier Oromis. Togira Ikonoka, maître de Brom et de Morzan, resté caché pour assurer la formation du futur Dragonnier. Il est atteint d'un mal qui le détruit de l'intérieur, provoque des crises et l'oblige à utiliser uniquement des sorts mineurs. Saphira et Eragon apprennent les techniques de combat (aérien ou à l'épée), la magie, la culture (générale et sociale), la détection mentale (en prenant garde à ne pas rester sur un même point) et la sagesse.
Mais reste la terrible erreur qu'il a faite en bénissant l'enfant à Farthen Dûr. Il n'a pas dit : << Puisses-tu être protégée du malheur >> mais << Puisses-tu être une protection contre le malheur >>, condamnant la fillette à endurer la douleur des autres.
En plus de leur formation avec Oromis et son dragon mutilé de la patte avant gauche Glaedr, Arya fait découvrir à Eragon les merveilles d'Ellesméra : les jardins de Tialdarí Hall, la forgeronne des épées des Dragonniers Rhünon, et l'arbre Menoa, où Solembum a parlé d'une arme cachée. Eragon ne trouve rien. Le Dragonnier se fait également un ennemi de Vanir, jeune elfe chargé de l'entraîner à l'épée.
Lors de l'Agaetí Sänghren, célébration elfique en mémoire de la paix entre les elfes et les dragons, un rituel unique est accompli. Il provoque chez Eragon une transformation radicale : il devient un hybride d'elfe et d'humain, mélangeant les caractères des deux races (oreilles pointues mais traits plus grossier, par exemple) et possédant toutes les facultés des elfes (force, vitesse et agilité surhumaine, sens surdéveloppés etc.). Toutes ses blessures sont guéries, y compris la cicatrice dans son dos.
La même nuit, Eragon découvre ses sentiments pour Arya, et les lui confesse. Elle le repousse et accélère son départ chez les Vardens.
Grâce à sa magie, Eragon apprend qu'une bataille se prépare entre les Vardens et Galbatorix. Roran est avec Jeod, et le reste de Carvahall sur un navire. Le village de la Crête n'existe plus. Il arrête son entraînement, promet de revenir, et se rend avec Orik au Surda, le nouveau QG des rebelles, pour combattre l'Empire.
Eragon reçoit de son maître la ceinture de Beloth le Sage, contenant douze diamants parfaits cachés à l'intérieur, et des mains d'Islanzadí un nouvel arc elfique, créé par la reine elle-même. Dans les Plaines Brûlantes où doit se dérouler la bataille, il prend la tête de Du Vrang Gata, le groupe de magiciens servant les Vardens. Il apprend que Nasuada l'a désigné comme son successeur à le tête des Vardens. Pendant la bataille, un bateau apparaît, Eragon retrouve son cousin Roran à son bord.
Les Vardens sont sur le point de gagner, quand un nouveau Dragonnier à la solde du roi apparaît et tue Hrothgard. Eragon se bat contre le dragon rouge et son cavalier. Il se rend compte qu'il s'agit de Murtagh, réduit en esclavage par Galbatorix. Murtagh le terrasse, immobilise Saphira et lui révèle un secret : Eragon est son frère cadet, et lui aussi le fils de Morzan. Eragon parvient à convaincre Murtagh de le laisser s'enfuir pour cette fois, non sans lui avoir pris Zar'roc, l'épée de son renégat de père.
Dans la bataille, Roran débarrasse les Vardens des Jumeaux, qui se révèlent être des traîtres à la solde du roi félon, apprend toute l'histoire, pardonne à Eragon la mort de Garrow, et lui révèle que les Ra'zacs sont revenus à Carvahall et ont enlevé Katrina. Eragon jure alors à Roran qu'il l'aidera à la libérer et à tuer les monstres.

## DansBrisingr, tome 3
Trois jours après, Eragon, Saphira et Roran sont aux portes de Helgrind, le repaire des Ra'zacs. Katrina, fiancée de Roran, y est prisonnière. Eragon reconnait une deuxième personne. Il découvre la messe des prêtres de Helgrind qui laissent deux esclaves se faire dévorer par les monstres. Eragon, armé d'un bâton taillé par Fisk (le charpentier de Carvahall) à l'origine pour Roran, instruit ce dernier des rudiments de la magie, (sans résultats), et comment protéger son esprit en se concentrant sur une seule idée. Roran montre une grande efficacité en construisant un mur imprenable autour de souvenirs de Katrina. S'ensuit une discussion sur les amours d'Eragon envers Arya, que Roran à découvert, puis sur l'immortalité d'Eragon qui le contraint à n'aimer qu'une elfe. Les cousins se défient à qui a la plus grosse blessure de guerre. Eragon découvre sur Roran la blessure que lui a infligé un Ra'zac à l'épaule lors de l'enlèvement de Katrina. Il la guérit, au prix de la mort de quelques animaux environnants après épuisement de leur énergie vitale.
Lors de l'assaut de Helgrind, les guerriers découvrent la disparition des esclaves, et la caverne des Ra'zacs dissimulée par une illusion. Les Ra'zacs et les Lethrblakas se lancent dans un duel. Eragon découvre qu'ils peuvent rendre leurs esprits indétectables et qu'il n'est pas possible de les tuer par magie. Saphira tue l'un des Lethrblaka. L'autre l'envoie pour un combat hors de portée des sorts et des sens d'Eragon. Les Ra'zacs battent en retraite. Eragon scelle à distance la cellule de Katrina et les cousins partent traquer les monstres. Saphira revient victorieuse, mais elle est repérée par des pêcheurs. Roran abat l'un des Raz'zac, l'autre s'enfuit. Katrina est sauvée, Eragon découvre Sloan, père de Katrina et traitre au village, ce qui met en danger le lien entre eux. Eragon ne se décide pas à le tuer : Sloan est un ancien habitant de Carvahall avec qui Eragon a des liens, le boucher, affaibli et les yeux arrachés, est sans défense. Tuer de sang-froid est impossible pour un Dragonnier. Il le laisse pour mort.
Avant de partir, il annonce vouloir rester à Helgrind. Officiellement, c'est pour se débarrasser du dernier Ra'zac, explorer la montagne pour détruire les nuisibles et récupérer tout ce qui peut l'être. Officieusement, c'est pour soustraire Sloan du regard des amants et le juger sans le tuer.
Le Ra'zac révèle à Eragon que Galbatorix a presque trouvé le nom d'une chose qu'il ne peut divulguer, avant de rejoindre sa compagne après un court combat. Eragon fuit Helgrind après une dernière fouille, manque d'y laisser la vie, et se retrouve sans vivres dans une zone déserte, où la chasse est le seul moyen de les nourrir, Sloan et lui. Le Dragonnier goûte de nouveau à la viande. Il décide de se modérer plutôt que se priver. Sloan découvre l'identité de son sauveur et futur juge, ainsi que la situation de sa fille. Eragon fait un examen psychique du boucher. Celui-ci révèle au Dragonnier le vrai nom (non montré aux lecteurs) du traître. Il échafaude un plan de jugement, ce qui nécessite l'accord d'Islanzadí. Il l'obtient grâce à une communication magique. Eragon condamne Sloan à être séparé de sa fille, à rester contre sa volonté à Ellesméra, et l'y contraint par un enchantement et lui révèle son vrai nom. Il lui confie son bâton et le laisse partir.
Il marche vers le camp des Vardens. Un bandeau autour de ses oreilles pointues et son armure dans une hotte le rendent invisible aux yeux d'une patrouille de l'Empire. Il rencontre dans une antique tour elfique nommée Edur Ithindra un ermite du nom de Tenga, qui possède plusieurs documents rares et cherche la réponse à une mystérieuse et puissante question. Il subit les assauts nocturnes des guerriers qu'il a tués. Il fait halte à Eastcroft, retrouve Arya sous des traits humains dans une auberge.
Il fait son rapport à Nasuada. Les deux compagnons affrontent à mains nues une troupe de quinze hommes de l'Empire. Parmi eux, un jeune homme perturbe Eragon par delà la mort. Arya lui apprend à se débarrasser de ses angoisses. Il a eu la main démise puis soignée durant l'affrontement. Il a l'idée de former d'énormes cals aux jointures de ses doigts pour éviter ce désagrément. Arya dévoile que Faolin était son ancien « compagnon de route... et ami » ; Eragon la soulage de son chagrin en faisant pousser un lys par magie et en le lui offrant. Il découvre qu'Aren, la bague de Brom, contient un énorme stock d'énergie, que Thorn doit sa taille, (presque adulte alors qu'il n'a que quelques mois), à la magie de Galbatorix, et que découvrir le vrai nom de celui-ci conduit à la mort. Un groupe d'esprits vient à leur rencontre et apprennent qu'Eragon a libéré des prisonniers de Durza. Ils le remercient en transformant son lys en statue d'or vivante.
Eragon rentre triomphalement au camp, rencontre les douze elfes chargés de sa protection menés par Lupusänghren, accepte de marier Roran et Katrina, et bénit sans erreur deux femmes inconnues. Elles sont assez particulières pour qu'Angela lise leur avenir dans les osselets de dragon. Elle apprend que Tenga était le maître de l'herbologiste. Elle tente de lever la bénédiction d'Elva, n'arrive qu'à une chose : lui permettre d'ignorer les douleurs des autres : elle les sent toujours, mais elle ne ressent plus le besoin de les aider. Cela lui fait prendre un autre visage. Elle ne veut rendre de compte à personne et peut se rebeller n'importe quand.
Eragon fait naître trois boules d'or du sol et se sert de la première pour payer sa dette envers Gedric, le tanneur de Carvahall, qui l'avait volé pour fabriquer la première selle de Saphira. Il utilise la deuxième pour se faire pardonner par Helen, la femme de Jeod, d'avoir abandonné son empire financier et être parti chez les Vardens. Jeod lui offre un livre très documenté sur l'histoire de l'Alagaësia, le Domia abr Wyrda. Il autorise Jeod à survoler Saphira (sans l'autorisation de cette dernière).
Il apprend que Selena, la compagne de Morzan (et la mère d'Eragon), est une femme horrible et sans pitié. À l'armurerie des Vardens, Eragon fait l'acquisition d'un fauchon. Il s'en servira pour les affronter et les dominer sans les vaincre, avec l'aide d'Arya Dröttningu et des elfes Murtagh et Thorn. Il leur apprend que le vrai nom d'une personne peut changer et le débarrasser de ses serments. Il marie Roran et Katrina, leur offre deux anneaux faits avec la troisième boule d'or. Ces anneaux enchantés permettent que chacun des deux sente l'autre à n'importe quelle distance, qu'ils puissent appeler Eragon et Saphira à l'aide.
Au quartier des guérisseurs, Eragon croise un amputé : celui-ci affirme voir la vie sous la forme d'un feu lumineux qui murmure aux consciences. Il sait que Murtagh est le frère d'Eragon, et que sa lumière vient d'autres êtres pleins d'une haine féroce, « la pire des tempêtes enfermée dans un minuscule flacon ».
Nasuada ordonne à Eragon d'aller accélerer l'élection du successeur à la couronne du peuple nain, sans la compagnie de Saphira, son absence ne devant pas arriver aux oreilles de l'Empire. Il obtient que Saphira arrive pour le couronnement. Et continuer sa formation au Du Weldenvarden, malgré l'attaque imminente des Vardens sur la ville de Fienster, après la prise de Ceunon par les elfes. Eragon part pour la ville naine de Bregan Hold accompagné de Nar Garzhvog. Durant ce voyage, il en apprend plus sur le peuple Urgal. Une fois arrivé, il accompagne Orik jusqu'à Farthen Dûr. En chemin, son frère par adoption lui demande son soutien, malgré le risque de représailles possible. Le Dragonnier accepte, à contre-cœur. Il est pris dans les courants politiques des nains, subit une tentative d'assassinat par des nains masqués. Leurs capacités sont augmentées et leurs dagues désintègrent la chair.
Il en sort victorieux, mais perd son fauchon. L'un de ses gardes meurt, Kvîstor, auquel il s'était attaché. L'Az Sweldn rak Anhûin, et son chef Vermûnd, sont prouvés coupables et bannis du conseil des nains. L'élection arrive, Orik est concurrencé par Nado, du Dûrgrimst Knurlcarathn, mais gagne 7 voies à 5. Saphira arrive pour le couronnement et tient sa promesse de réparer Isidar Mithrim.
Ensemble, ils font route vers Ellesméra et retrouvent Oromis et Glaedr. Glaedr apprend à Eragon, (Saphira le savait), que le vrai père d'Eragon est Brom. Murtagh n'est que son demi-frère. Séléna est bien sa mère. Elle n'avait plus d'affection pour Morzan, était tombée amoureuse de Brom, et réciproquement. Saphira lui transmet un souvenir de Brom, destiné à Eragon pour le jour où il apprendra la vérité. Eragon apprend le secret de la puissance de Galbatorix : les Eldunarís, les cœurs des cœurs. Ce sont les réceptacles où l'esprit d'un dragon peut trouver refuge s'il veut vivre après la mort de son corps. Le roi félon les a asservis et tire sa puissance des centaines d'esprit de dragons.
Eragon part chercher la fameuse arme dont lui a parlé Solembum, mais de nouveau ne trouve rien. Tármelein, l'une des rares épées de Dragonnier conservée, n'est pas adaptée pour lui. Le duo part auprès de Rhunön : il leur apprend que ses épées était forgées dans un métal extraterrestre, le vif-acier, qu'il trouvait dans des météorites écrasées dans la forêt. Il n'en a plus trouvé depuis la chute des Dragonniers.
Eragon et Saphira comprennent la prédiction de Solembum : il y a du vif-acier sous l'arbre Menoa. Eragon apprend à déplacer des objets instantanément, comme Arya pour l'œuf de Saphira. Ils vont demander le vif-acier à l'arbre Menoa, Saphira, énervée par l'ignorance de l'arbre à son égard, l'attaque violemment. L'arbre se réveille et menace de les tuer. Eragon  le persuade de donner le métal en échange de soin. L'arbre accepte. Rhunön commence à travailler le métal. Pour ne pas briser son serment, il prend possession du corps du Dragonnier pour forger la lame. L'épee finie, Eragon la baptise Brisingr (feu) et celle-ci s'enflamme brusquement : dès qu'Eragon la nomme, elle prend feu (ce qui ne l'abîme pas, elle est protégée par la magie). Rhunön explique cela par deux choses : ou bien Eragon a transmis une part de sa personnalité à la lame, ou bien il a trouvé le vrai nom de son épée, l'un n'excluant pas l'autre. Eragon repart avec son épée. Il emporte aussi l'Eldunarí de Glaedr. Celui-ci le lui confie, puis part avec Oromis rejoindre l'armée des elfes qui va livrer bataille à Gil'ead.
A Fienster, Eragon se jette dans la bataille, il aide Arya et Lupusänghren à ouvrir les portes de la ville. Le Dragonnier essaye de faire jeter leurs armes à ses adversaires plutôt que les vaincre car ils n'ont pas prêté serment au roi.
Lors de l'assaut du donjon, Eragon, Arya et Saphira se lancent à l'attaque des quartiers de Dame Lorana, dirigeante de la ville. Ils trouvent trois des magiciens de Galbatorix qui essayent de créer un Ombre pour détruire les Vardens. Ils en tuent deux mais les Esprits arrivent. A ce moment, Eragon a une vision : transmise par l'Eldunarí, Oromis et Glaedr sont mourants, tués par Galbatorix ayant pris possession de Murtagh.
Lorsqu'il se réveille, l'Ombre Varaug est née et détient Arya. Le duel des consciences commence entre l'Ombre et le Dragonnier, Arya est libérée, la princesse des elfes tue Varaug, en lui envoyant son épée en plein cœur. L'Ombre est brisée, la bataille est gagnée.
Eragon et Saphira apprennent la mort de leurs maîtres à Arya, puis à Nasuada dès qu'Arya le délivre des serments qui le tenait au secret. Ils révèlent aussi le secret des "cœurs des cœurs" aux deux femmes, montrant comment réduire les forces de Galbatorix en l'éloignant de son trésor. Sur les remparts de Feinster, le "cœur des cœurs" de Glaedr tendu vers l'aube, Eragon et Saphira attendent le jour où ils abattront Galbatorix, le roi félon.

## Apparence
Eragon est à l'origine un humain. Il est décrit comme ayant une taille moyenne, des cheveux et des yeux bruns. Dans le film, l'acteur l'incarnant est blond. Ses sourcils sont broussailleux. Son poignet gauche présente une cicatrice obtenue en aiguisant une faux. Durant son voyage avec Brom, il devient plus musclé, plus maigre et plus bronzé. Il a des marbrures sur les jambes, à la suite de son premier vol, sans selle, avec Saphira.
Après la célébration elfique de l'Agaetí Sänghren dans L'Aîné, son apparence physique est alternée, lui donnant un aspect plus proche d'un elfe : des traits plus anguleux, des oreilles pointues, une peau plus pâle, des sourcils et des yeux plus fins. Il conserve quelques traits humains, le besoin de se raser ou une mâchoire carrée. Ses blessures ont été guéries, en particulier la balafre qui lui couvrait tout le dos à la suite du combat avec l'Ombre Durza.
Dans Brisingr, il montre des bleus reçus durant la bataille des Plaines Brûlantes : une traînée sur le bras gauche (due à son bouclier), une autre symétrique sur le bras droit (arrêt d'une épée avec son brassard), deux taches sur les côtes et l'abdomen (impacts de flèches) et la peau moirée de diverses couleurs à l'intérieur des cuisses (résultat d'un atterrissage sur Saphira après un plongeon aérien). Il a créé par magie d'énormes cals sur les jointures de ses doigts, lui permettant de cogner sans se détruire les mains (selon le principe des poings américains).
Dans le quatrième tome, il voit son double les cheveux bouclés. Il a été créé par les elfes afin de faire croire qu'il est présent au camp des Vardens, alors qu'il est parti seul (sans Saphira, sa dragonne) à Farthen Dûr pour le couronnement du nouveau roi des nains.
Christopher Paolini s'est bien gardé de le préciser.

## Pouvoirs et capacités

### Pouvoir physiques
Eragon est un redoutable épéiste, entraîné par Brom, puis par les elfes. Il est un archer talentueux et un habile chasseur. Depuis sa transformation en hybride elfe/humain, il possède une force, une agilité et une vitesse surhumaines, qui ont accru ses compétences. Ses sens sont plus développés qu'avant : il voit dans le noir, et très loin. Étant un Dragonnier, sa longévité a été accrue : il est devenu immortel, au sens où il ne peut pas mourir de vieillesse, mais peut toujours mourir d'un accident, d'une maladie, d'un assassinat, d'un empoisonnement ou de toute autre cause violente.
Eragon a son arc qu'il ne quitte jamais depuis ses treize ans, puis il porte Zar'roc au côté après la mort de Brom. Après sa transformation, il brise son arc, enivré par sa nouvelle force. la reine des elfes Islanzadí en personne, lui en offre un autre, un arc elfique donné et "chanté" par elle. Quand Zar'roc lui est prise par Murtagh, Eragon utilise un bâton taillé par Fisk (le charpentier de Carvahall) pour Roran, qui ira ensuite à Sloan; un fauchon, pris chez les Vardens renforcé par magie, tiendra face à Murtagh mais se brisera lors d'une tentative d'assassinat contre lui à Tronjheim ; une courte épée naine et enfin Brisingr, une épée forgée dans un métal venu de l'espace, caché sous les racines de l'arbre Menoa et l'esprit de Rhunön dans le corps d'Eragon, épée qui s'enflamme dès qu'Eragon (et seulement Eragon) prononce son nom (qui signifie "feu" en ancien langage).

### Pouvoirs magiques
En tant que Dragonnier, Eragon est un puissant magicien. Ses talents, au départ limités, sont accrus lors de son séjour chez les elfes. Ses facultés magiques n'ont de limites que son vocabulaire en ancien langage, son énergie et son imagination. Sont inclus le soin des blessures, la pyrurgie, la télékinésie, la faculté de voir au moyen d'une surface réflective (comme de l'eau ou un miroir) les personnes qu'il a déjà vues avant, la possibilité de donner la mort, les barrières de protection contre des choses définies et l'invisibilité. Ressusciter les morts est impossible ; si un magicien tente de le faire, il y laisse la vie. Utiliser un absolu, c'est-à-dire un sort qui entraîne soit la réussite soit la mort, revient au même si le défi est trop grand.
Il possède un puissant pouvoir télépathique : il peut communiquer par pensées avec d'autres êtres (animaux, plantes ou humanoïdes) et lire dans leurs esprits s'ils ne résistent pas. Seules, ces personnes peuvent se rendre compte de sa tentative. En étendant ce pouvoir sur tout une zone, il peut détecter des êtres vivants.

### Liens psychologiques
Ce qui fait vraiment d'Eragon un Dragonnier reste son lien avec son dragon, Saphira : tous deux communiquent mentalement en quasi-permanence, et partagent les mêmes pensées, comme s'ils étaient la même personne (cela ne les empêche pas de se disputer parfois). Ils peuvent combiner leurs efforts pour lancer un sort ou résister à une tentative d'entrer dans leur esprit, et ils peuvent ressentir une douleur que l'autre subit.
Un lien affectif très profond les unit ; comme tous les Dragonniers, si l'un vient à périr, le choc psychologique serait tel que l'autre périrait probablement, après avoir vengé son compagnon.
Eragon peut également communiquer avec d'autres animaux. C'est rare chez les jeunes, il faut plusieurs années avant d'y parvenir. Grâce à ce lien, plus il va grandir, plus il sera réticent à manger la viande issue d'animaux avec qui il a été en contact mental (surtout après son passage au royaume des elfes). Cela le mène à adopter un régime végétarien et à éviter de manger de la viande la plupart du temps. Il conclura cependant dans le tome 3 que la modération est un meilleur choix que l'abstinence à tout prix.